# ماری توماس
ماری توماس (۱۷ فوریه ۱۸۹۶–۱۰ اکتبر ۱۹۶۶) اولین زن اندونزیایی بود که پزشک شد. وی دیپلم خود را از دانشکده آموزش پزشکان بومی (STOVIA یا دانشکده آموزش پزشکان هند) در سال ۱۹۲۲ دریافت کرد. وی در ادامه در زمینه زنان و زایمان تخصص گرفت و اولین پزشک اندونزیایی متخصص در این زمینه محسوب می‌شود. وی همچنین یک مدرسه مامایی در بوکیتینگی ایجاد کرد.

## زندگی‌نامه
ماری توماس در ۱۷ فوریه ۱۸۹۶ در لیکوپانگ که در منطقه میناهاسا در سولاوسی شمالی واقع شده‌است به دنیا آمد. پدر و مادر او آدریان توماس و نیکولینا مارامیس بودند. پدرش شغلی در ارتش داشت و خانواده‌اش را ملزم می‌کرد دائماً به مکان‌های مختلف اندونزی نقل مکان کنند. با این وجود، این اجازه را به توماس داد تا در مدارس مختلف از سولاوسی تا جاوه تحصیل کند.

## کتابشناسی - فهرست کتب
- Aryono (2007-08-23). "Dokter Perempuan Pertama Indonesia" [The First Indonesian Female Doctor] (به اندونزیایی). Historia. Retrieved 2020-05-27.
- Benmetan, Thomas (2018-02-23). "Kisah Marie Thomas, Dokter Perempuan Pertama di Indonesia" [The Story of Marie Thomas, the First Female Doctor in Indonesia] (به اندونزیایی). Good News from Indonesia. Retrieved 2020-05-27.
- "Sejarah Rumah Sakit Budi Kemuliaan" [The History of the Budi Kemuliaan Hospital] (به اندونزیایی). Budi Kemuliaan Hospital. Archived from the original on 29 اكتبر 2020. Retrieved 2020-05-27. {{cite web}}: Check date values in: |archive-date= (help)
- Hesselink, Liesbeth (2011). "The STOVIA, dokter djawa 1875–1915". Healers on the Colonial Market: Native Doctors and Midwives in the Dutch East Indies. Leiden: Brill. pp. 163–224. JSTOR 10.1163/j.ctt1w8h2db.10.
- Hesselink, Liesbeth (2017-10-19). "Thomas, Marie E. (1896-1966)" (به هلندی). Digital Women's Lexicon of the Netherlands (Digitaal Vrouwenlexicon van Nederland). Retrieved 2020-05-27.
- "Marie E. Thomas" (به هلندی). Institute on Gender Equality and Women's History (Atria). 2007-08-23. Retrieved 2020-05-27.
- "De eerste Vrouwelijke Arts van STOVIA" [The First Female Doctor from STOVIA] (به هلندی). De Sumatra Post. 1922-05-11. Retrieved 2020-05-27.
- "Nobel Science: Feringa, Zernike, and the Groningen Tradition" (PDF). University of Groningen. 2007. Retrieved 2020-05-27.